# Bernhard von der Schulenburg (général)
Ne doit pas être confondu avec Bernhard von der Schulenburg (homme politique).
Pour les articles homonymes, voir Schulenburg (homonymie).
Karl August Ferdinand Bernhard von der Schulenburg (né le 15 février 1844 au prévôt de Salzwedel et mort le 12 février 1929 dans la même ville) est un général de division prussien et chevalier de l'Ordre de Saint-Jean.

## Biographie
Bernhard von der Schulenburg est issu de la famille aristocratique d'Altmark des von der Schulenburg. Son père est l'administrateur de l'arrondissement de Salzwedel Wilhelm von der Schulenburg (1806-1883). En 1866, alors qu'il étudie à Bonn, il devient membre du Corps Borussia.
Au cours de sa carrière militaire dans l'armée prussienne, Schulenburg est commandant du 1er régiment d'uhlans de la Garde du 20 mai 1893 au 17 août 1897, puis commandant de la 18e brigade de cavalerie à Altona.
Il se marie avec Mathilde comtesse zu Lynar à Lübbenau en 1880, avec qui il vit à Berlin. Le mariage donne naissance à trois enfants.
Bernhard von der Schulenburg est enterré au château d'Apenburg (de).